# Maurice FitzGerald (4e comte de Kildare)
Pour les articles homonymes, voir Maurice FitzGerald et FitzGerald.
Maurice fitz Thomas FitzGerald (né vers 1318 mort entre le mois de mai et le mois  août 1390)  est le 4e comte de Kildare au cours de sa longue carrière il exerce de nombreuses fois les offices de Justiciar ou de Lord Deputy d'Irlande

## Origine
Maurice fitz Thomas est le second fils de Thomas FitzGerald et de son épouse Jeanne (morte en 1359), fille de Richard de Bourg, comte d'Ulster, il succède à son frère Richard, le 3e comte mort encore adolescent en 1331.

## Carrière
Dès 1339, Maurice FitzGerald, réprime l'insurrection des O'Dempsies du Leinster; et en novembre 1346, avec le Walter de Bermingham Lord Justice (du 10 mai 1346 au 27 novembre 1347), ils contraignent les O'More à se soumettre et à donner des otages pour prouver garantir leur bonnes dispositions. En 1346 il est lui-même emprisonné pour suspicion sur sa loyauté envers  la couronne d'Angleterre, mais il est rapidement libéré et rentre en faveur.
Le 26 janvier 1347 il a été convoqué par bref signé au palais d'Eltham pour servir le roi Édouard III au  siège de Calais où il se rend en mai avec 30 hommes d'armes il est ensuite fait commandant dans l'armée avant d'être armé chevalier.
Avec les diverses troupes de piétons et d'irréguliers assignés à la défense du comté de Kildare contre les rebelles irlandais, le comte est chargé le 14 septembre 1358, de superviser les quatre commis chargés de lever et de collecter les taxes du comté. Il est également très actif dans le gouvernement de la seigneurie d'Irlande où il en exerce la fonction de Lord Justice d'Irlande à six reprises entre 1355 et 1376 En 1364 il conduit une délégation de nobles irlandais pour se plaindre directement au roi Édouard III du mauvais gouvernement de l'Irlande, et de la  corruption de certains officiers de la couronne, particulièrement Thomas de Burley (en), le prieur de Kilmainham Lord Chancelier d'Irlande de 1359 à 1364 et en 1368.
En 1378, il adresse une supplique à Richard II car à sa demande il avait accompagné le Lord Justice, James Butler, comte d'Ormond « dans une certaine grande chevauchée » contre les O'Morchoe de Slewmargy (irlandais: Sliabh Mairge), avec de nombreux cavaliers de sa suite et six de ces hommes ont été perdus avec leur Cotte de mailles et autres armure. Il demande comme contrepartie que le roi lui fasse octroyer 10 livres sterling par l'Échiquier d'Irlande le 21 mai 1378.
le 22 janvier 1377 il est convoqué au  Parlement d'Irlande qui se tient à  Castledermot ; le 11 septembre 1381 à celui qui de Trim dans le comté de Meath ; et enfin le 29 avril 1382 à Dublin. Il est, avec Philippe de Courtenay (mort en 1406) (en), le Lord Justice (mars 1385 pâques 1386), actif dans afin d'imposition l'ordre public dans le Leinster, le comté de Meath et ailleurs, et pour combattre la résistance des rebelles à ses propres frais. Il reçoit sa récompense en sa récompense en date du 20 avril 1386, lorsqu'on lui concède la succession de Sir William de London dans les comtés de Kildare et Meath pendant la minorité de son fils et héritier, John de London. Le 5 août 1389, il fut reçoit  les manoirs de Lucan, comté de Dublin, Kildrought (aujourd'hui Celbridge), et Kilmacredock, comté de Kildare, détenu par la Couronne in capite pour lui et ses héritiers pour toujours.
Le 29 mai 1390, un bref lui est délivré pour envoyer O'Connor, fils de Dough O'Dempsie, un ennemi irlandais du roi, actuellement détenu dans le château de Kildare, au château de Dublin pour une garde plus sûre. Il meurt a un âge avancé la même 1390 et il est inhumé dans l'église de la Sainte-Trinité l'actuelle  cathédrale Christ Church de Dublin.

## Union et postérité
Les Annales Hiberniae relèvent qu'en 1347, après avoir combattu avec le roi lors du siège de la ville de Calais, qui est prise le 4 juin, Maurice Fitz Thomas, comte de Kildare est fait chevalier par Édouard III et qu'il épouse la fille de Sir Bartholomew Burghersh l'Ainé et de sa femme Elisabeth de Verdun, une des héritières de Theobald de Verdun, 2e Baron Verdon.
Il est spécifié que son épouse  se nommait Elizabeth. Il est clair que son père était Bartholomew Burghersh l'Ainé. Le fait ce dernier sopit son père est sur et il est certain que Henri est son frère. Selon le registre des « Inquisition Post Mortem » de 1349 qui enregistre sa déshérence il est spécifié qu'il était le fils de Bartholomew de Burghersh et qu'il eut comme héritier son frère Bartholomew, fils de Bartholomew de Burghersh, âge de 26 ans. Si le jeune  Bartholomew était âgé de 26 au plus en 1349, il ne pouvait avoir une fille épousant Maurice Fitzgerald en 1347,,.
De son union avec Elizabeth Burghersh, Maurice FitzGerald a quatre enfants: 
- Gerald FitzMaurice, 6e comte de Kildare ;
- John, père de John fitz John FitzGerald, de jure 6e comte à la mort de son oncle mais qui ne peut pas prendre possession de son comté. il est néanmoins le père de Thomas FitzGerald (7e comte de Kildare)[10] ;
- Thomas, mort vers 1395, sheriff du comté de Limerick ;
- Joanne, qui épouse Domnall MacCarthy Reagh, prince de Carbery.

Il laisse en outre un fils illégitime :
- Thomas (mort en 1410), ancêtre de Sir Gerrot mac Shane de Ballysonan mort en 1534 et des Mac Thomas

## Sources
- (en) T.W Moody, F.X. Martin, F.J. Byrne, A New History of Ireland IX Maps, Genealogies, Lists. A companion to Irish History part II, Oxford, Oxford University Press, 2011 (ISBN 9780199593064)
- (en) Clare Downham, Medieval Ireland, Cambridge, Cambridge University Press, 2018 (ISBN 9781906716066)
- (en) Art Cosgrove (sous la direction de), New History of Irland,Volume II ‘’Medieval Ireland 1169-1534’’, Oxford, Oxford University Press, 2008 (ISBN 978019 9539703)